# Basil Zaharoff
Basil Zaharoff, wł. Wasilios Zacharias Zacharof, Βασίλειος Zαχαρίας Ζαχάρωφ (ur. 6 października 1849 w Muğla, zm. 27 listopada 1936 w Monte Carlo) – grecki handlarz uzbrojeniem i finansista, uważany za jednego z najbogatszych ludzi świata i nazywany handlarzem śmiercią.

## Życiorys
Urodzony 6 października 1849 r. w Muğla jako najstarszy z czworga dzieci i jedyny syn Basiliusa Zacharoffa, notariusza i handlarza, oraz jego żony Heleny, z domu Antonides. Pochodził z ubogiej greckiej rodziny, która zruszczyła swoje nazwisko w czasie kilkuletniego pobytu na emigracji w Rosji. W młodości pracował dla wuja handlującego płótnem w Stambule. W 1866 r. wyjechał do Wielkiej Brytanii, gdzie pobierał edukację, i w 1870 r. został londyńskim przedstawicielem firmy wuja. Dwa lata później wuj oskarżył go o sprzeniewierzenie, ale Zaharoff został uniewinniony.
Zaharoff opuścił wkrótce potem Wielką Brytanię i wyjechał w region wschodniego Morza Śródziemnego. Przez pewien okres mieszkał w Atenach, gdzie poznał finansistę i dyplomatę Stefanosa Skoulodisa. Z jego rekomendacji został agentem Thorstena Nordenfelta, szwedzkiego producenta broni, dystrybuowanej na Bałkanach. W 1888 r. wynalazca karabinu maszynowego Hiram Maxim nawiązał współpracę z Nordenfeltem, a Zaharoff został przedstawicielem firmy na wszystkie rynki wschodniej Europy i Rosji. Po przejęciu firmy przez Vickers Company of England w 1895 r. jego obszar działania uległ dalszemu rozszerzeniu. Dzięki sprzedaży broni Zaharoff został milionerem i w 1913 r. uzyskał francuskie obywatelstwo.
W czasie I wojny światowej sprzedawał broń aliantom. Po wojnie jego zasługi wyróżniono tytułem wielkiego oficera Legii Honorowej, a także brytyjskim wielkim krzyżem Orderu Łaźni.
Dwukrotnie żonaty, przez wiele lat miał romans z księżną de Villafranca, żoną chorego psychicznie Franciszka Burbona, księcia de Marchena. Po jego śmierci w 1923 r. Zaharoff poślubił wdowę. Po jej śmierci w 1926 r. osiadł w Monte Carlo, gdzie został właścicielem kasyna. Tam zmarł 27 listopada 1936 roku.